# Caleb
Caleb ist ein männlicher Vorname.

## Herkunft und Bedeutung
Der Name ist hebräischen Ursprungs und geht auf Kaleb, den Begleiter Josuas zurück.
Die hebräische Schreibung כלב ist, abgesehen von der Vokalisation, identisch mit der Schreibung des Wortes kelev in der Bedeutung „Hund“. Hinter dem Namen wird eine Kurzform eines theophoren Namens vermutet: „Hund [Gottes/des Gottes NN]“. „Hund“ ist im Sinne von „Diener“ zu verstehen: „Diener [Gottes/des Gottes NN]“. Eine andere Möglichkeit ist, die Bedeutung adjektivisch zu verstehen: „hundswütig“, „toll“; oder eine onomatopoetische Bezeichnung hinter dem Namen zu sehen: „Kläffer“.

## Verbreitung
In Amerika wurde der Name von englischen Puritanern eingeführt. Unter Juden ist der Name nicht gebräuchlich. Auch in Deutschland ist er bis heute kaum gebräuchlich.

## Varianten
Eine Variante des Namens ist Kaleb.

## Namensträger

### Bibel
- Kaleb, biblische Figur
- Caleb, Sohn des Hezron

### Weitere Namensträger
- Caleb Bradham (1867–1934), US-amerikanischer Apotheker und Erfinder
- Caleb Carr (1955–2024), US-amerikanischer Schriftsteller und Historiker
- Caleb Curtis (* 1985), US-amerikanischer Jazzmusiker
- Caleb Cushing (1800–1879), US-amerikanischer Politiker und Diplomat
- Caleb Deschanel (* 1944), US-amerikanischer Kameramann und Filmregisseur
- Caleb Ekuban (* 1994), ghanaischer Fußballspieler
- Caleb Ewan (* 1994), australischer Radrennfahrer
- Caleb Folan (* 1982), irischer Fußballspieler
- Caleb Landry Jones (* 1989), US-amerikanischer Schauspieler und Musiker
- Caleb McLaughlin (* 2001), US-amerikanischer Schauspieler
- Caleb Moore (1987–2013), US-amerikanischer Quad- und Schneemobilfahrer
- Caleb Paine (* 1990), US-amerikanischer Segler
- Caleb Powers (1869–1932), US-amerikanischer Politiker
- Caleb Strong (1745–1819), US-amerikanischer Politiker
- Caleb Followill (* 1982), US-amerikanischer Musiker, Mitglied von Kings of Leon

### Familienname
- Stephanie Caleb, US-amerikanische Filmproduzentin und Schauspielerin